# Alícia Alonso Sánchez
Alícia Alonso Sánchez (Cerdanyola del Vallès, 13 de gener de 1979) és una judoka catalana.
Membre del Club Judo Badia, és 4t dan de judo i 3r dan de defensa personal. Als divuit anys aconseguí el seu primer campionat de Catalunya absolut (1997) en la categoria de més de 78 kg. Repetiria el mateix títol en deu ocasions més entre 1997 i 2014. A nivell estatal, es proclama cinc vegades campiona d'Espanya (2006, 2008, 2009, 2010, 2011). Entre d'altres tornejos destacats, guanyà el Torneig Internacional Ciutat de Barcelona el 2012. Internacionalment, guanyà dues medalles de bronze per equips als Campionats d'Europa (2006, 2008). També ha desenvolupat tasques d'entrenadora i àrbitre de judo. Entre d'altres reconeixements, va rebre el premi de la Unió de Federacions Esportives Catalanes com a la millor esportista catalana en tres ocasions (2008, 2009, 2010) i el premi a la millor trajectòria esportiva i millor esportista individual a la Nit de l'Esport de Badia del Vallès (2011).

## Palmarès
- 11 Campionats de Catalunya de judo
  - 10 en categoria de més de 78 Kg (1997, 1999, 2000, 2003, 2004, 2005, 2007, 2009, 2010, 2011)
  - 1 en categoria de 78 Kg (2014)
- 4 Campionats d'Espanya de judo
  - 4 en categoria de més de 78 Kg (2006, 2008, 2009, 2010, 2011)